# Attersta
Attersta är en bebyggelse i Gällersta socken i Örebro kommun i Närke. SCB avgränsade här från 2020 till 2023 en småort.